# Abeleda (Junquera de Ambía)
Abeleda, oficialmente San Vicente da Abeleda, es una parroquia civil y aldea situada en el municipio de Junquera de Ambía, en la provincia de Orense, comunidad autónoma de Galicia, España.

## Toponimia
La parroquia también es conocida como San Vicente de Abeleda.

## Organización territorial
La parroquia está compuesta por ocho entidades de población:
- A Abeleda
- A Tellada
- Bustelo
- Casasoá
- Cima de Vila
- Fondo de Vila
- Padroso
- Pazos da Abeleda

## Demografía

### Población de la parroquia
| Gráfica de evolución demográfica de Abeleda (parroquia) entre 2000 y 2022 |
|                                                                           |
| Datos del Instituto Nacional de Estadística.                              |

### Población de la aldea
| Gráfica de evolución demográfica de A Abeleda (aldea) entre 2000 y 2022 |
|                                                                         |
| Datos del Instituto Nacional de Estadística.                            |

## Cultura popular
El filólogo gallego Elixio Rivas Quintas recogió en el lugar de Fondo de Vila la siguiente oración tradicional para bendecir el pan:
> «Que Deus te acrecente e o señor San Vicente e a Santa Mariña, pra que te fagan vir axiña».
Esta oración se reza en el momento de introducir el pan en el horno, mientras se hace sobre él la señal de la cruz. También se documentaron oraciones similares en los municipios vecinos de Bande y Entrimo:
> «Que Deus te avente con San Vicente. Que Deus te levede con San Mamede».

## Patrimonio
La iglesia parroquial de San Vicente da Abeleda fue construida en el año 1950. Está situada en el núcleo principal de la aldea y constituye el centro de la vida religiosa de la parroquia.